# Max Esterson
Maxwell Esterson (New York, New York, 9 oktober 2002) is een Amerikaans autocoureur.

## Carrière

### Esports
Esterson begon op elfjarige leeftijd in het simracen op het spel iRacing. In 2020 werd hij kampioen in de Formula Race Promotions iRacing Challenge.

### Karting
Op vijftienjarige leeftijd begon Esterson zijn autosportcarrière in het karting. In 2019 nam hij deel aan zijn eerste volledige seizoen in de karts op het Oakway Valley Race Park.

### Formule Ford
In 2020 maakte Esterson de overstap naar het formuleracing en debuteerde hij in de Formule Ford. Hij nam hierin voor het Team Pelfrey deel aan de F1600 Championship Series. Hij behaalde een overwinning op de Virginia International Raceway en werd met 423 punten vijfde in het eindklassement. Ook nam hij deel aan een race van de F2000 Championship Series op het Pittsburgh International Race Complex, die hij wist te winnen. Aan het eind van het jaar debuteerde hij in het Formula Ford Festival en de Walter Hayes Trophy.
In 2021 verhuisde Esterson naar Groot-Brittannië om te racen in het National Formula Ford Championship. Hij reed hierin voor het team Low Dempsey Racing. Hij won twee races op Silverstone en eindigde in elf andere races op het podium. Met 414 punten werd hij derde in het kampioenschap. Dat jaar werd hij ook tweede in het Formula Ford Festival en wist hij de Walter Hayes Trophy te winnen.
In 2022 keerde Esterson terug in het Formula Ford Festival en de Walter Hayes Trophy voor het team Ammonite Motorsport. Hij won het Formula Ford Festival en eindigde in eerste instantie ook als eerste in de Walter Hayes Trophy, maar na een tijdstraf voor het veroorzaken van een ongeluk werd hij hier als vijfde geklasseerd.

### GB3
In 2022 stapte Esterson over naar het GB3 Championship, waarin hij voor Douglas Motorsport reed. In de derde ronde op Donington Park behaalde hij zijn eerste podiumfinish in de eerste race, gevolgd door zijn eerste zege in de tweede race van het weekend. Ook op het Circuit de Spa-Francorchamps behaalde hij een podiumfinish. Met 292,5 punten werd hij zevende in de eindstand.
In 2023 bleef Esterson actief in de GB3, maar stapte hij over naar het team Fortec Motorsports. Hij behaalde zijn eerste podiumplaats in het laatste raceweekend op Donington en werd met 215 punten elfde in het eindklassement.

### Formule 3
In 2023 debuteerde Esterson in het FIA Formule 3-kampioenschap voor het team Rodin Carlin tijdens het weekend op Silverstone als vervanger van de vertrokken Hunter Yeany. In de twee raceweekenden waar hij aan deelnam was een achttiende plaats op de Hungaroring zijn beste race-uitslag, voordat hij werd vervangen door Francesco Simonazzi.
In 2024 reed Esterson een volledig seizoen in de FIA Formule 3 voor Jenzer Motorsport. Hij behaalde twee top 10-finishes: in de seizoensopener op het Bahrain International Circuit werd hij zesde in de sprintrace, voordat hij op Spa-Francorchamps zevende in de hoofdrace werd. Met 11 punten eindigde hij op plaats 21 in het klassement.

### Formule 2
In de laatste twee raceweekenden van 2024 maakte Esterson zijn Formule 2-debuut bij het team Trident als vervanger van Richard Verschoor, die op zijn beurt de vertrokken Dennis Hauger bij MP Motorsport opvolgde. Twee veertiende plaatsen op het Losail International Circuit en het Yas Marina Circuit waren zijn beste race-uitslagen.
In 2025 rijdt Esterson zijn eerste volledige seizoen in de Formule 2 bij Trident.